# Walckenaeria hierropalma
Walckenaeria hierropalma là một loài nhện trong họ Linyphiidae.
Loài này thuộc chi Walckenaeria. Walckenaeria hierropalma được Jörg Wunderlich miêu tả năm 1987.